# التعليم في تشاد

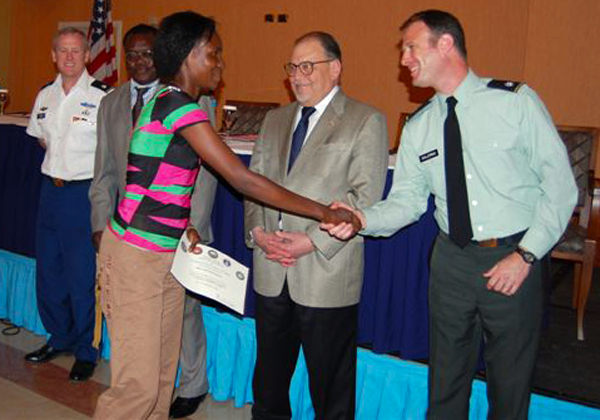
اللفتنانت كولونيل بالجيش الأمريكي في إفريقيا ستيفن ساليرنو يهنئ أحد الطلاب على إكمال تعليمه القانوني العسكري في انجمينا، تشاد، سبتمبر 2010.

يمثل التعليم في تشاد تحديًا بسبب تشتت السكان في البلاد ودرجة معينة من إحجام أولياء الأمور عن إرسال أطفالهم إلى المدرسة. وعلى الرغم من أن الحضور إلزامي، فإن 68% فقط من الأولاد يواصلون تعليمهم بعد المدرسة الابتدائية، وأكثر من نصف السكان أميون. يتم توفير التعليم العالي في جامعة انجامينا.
وجدت مبادرة قياس حقوق الإنسان (HRMI) أن تشاد لا تلبي سوى 52.7% مما ينبغي عليها تحقيقه فيما يتعلق بالحق في التعليم على أساس مستوى دخل البلاد. يكسر HRMI الحق في التعليم من خلال النظر إلى الحقوق في كل من التعليم الابتدائي والتعليم الثانوي. ومع الأخذ في الاعتبار مستوى الدخل في تشاد، فإن الدولة تحقق 74.7% مما ينبغي أن يكون ممكنًا على أساس مواردها (الدخل) للتعليم الابتدائي ولكن 30.7% فقط للتعليم الثانوي.